# Алекса Даскалов
Алекса Даскалов е български търговец, общественик, революционер и юрист от град Пирот.

## Биография
Роден около 1843 година в град Пирот, в тогавашната Османска империя. Син е на известния пиротски учител даскал Пейчо Георгиевич.
Даскалов е коджабашия (главен кмет) на Пирот преди 1878 година, член на училищния съвет към общината. Занимава се с търговия. Жени се в Татар Пазарджик за Мария Петкова, дъщеря на Ханджи Петко, заможен общественик от Голямо Белово, собственик на странноприемница и колониален магазин от годините преди Освобождението, поддържащ търговски връзки с Пирот. Включва се в българското революционно движение. Турските власти го арестуват, но е освободен.
Даскалов е в състава на Първи градски административен съвет на Пазарджик, избран на 21 – 22 януари 1878 г. След Освобождението работи като юрист в Източна Румелия. На 1 декември 1879 г. е назначен за член на Углавното отделение при Департаменталното съдилище в Татар Пазарджик, а от 1 декември 1880 г. заема длъжността „съдник на Татарпазарджишка околия“. Даскалов е сред дарителите, споменати в „Книга на благодетелните членове“ при основаното през 1862 г. пазарджишко читалище „Виделина“. Отбелязан като Пиротчанеца.
Почива около 1900 година.